# Wilhelm Hertzberg
Wilhelm Hertzberg auch  Wilhelm Adolf Boguslaw Hertzberg (* 6. Juni 1813 in Halberstadt; † 7. Juli 1879 in Bremen) war ein deutscher Gymnasiallehrer, Altphilologe und Übersetzer.

## Biografie
Hertzberg war der Sohn eines Postdirektors. Er studierte seit 1831 Philologie an der Universität Halle und der Universität Bonn. 1842 war er als Lehrer in Halberstadt an der Höheren Bürgerschule tätig und er wurde 1845 Direktor der Schule.
Sein Interesse galt dem Latein und der römischen Kultur. Von 1843 bis 1845 veröffentlichte er ein vierbändiges Werk über die Elegien des Properz. Er war Übersetzer vieler lateinische und englischer Dichtungen. In der Revolution von 1848/49 war er ein Anhänger der Liberalen. Er wurde bald darauf zurückhaltend und widmete sich ganz seinem Lehrerberuf und der Philosophie.
Vom Anfang der 1850er Jahre bis 1857 Gymnasialdirektor in Elbing, wurde Hertzberg 1858 Direktor der Handelsschule Bremen. 1866 ernannte ihn der Senat zum Direktor des Alten Gymnasiums in Bremen. Als Schulorganisator war er bedeutsam. Als Übersetzer und bekannter Forscher des Werkes von William Shakespeare sowie von Alfred Lord Tennyson war er vor anderem bekannt für seine Übertragung der Canterbury-Erzählungen von Geoffrey Chaucer, erschienen in den Jahren 1866 und 1870. Er war Mitglied der Bremischen Bürgerschaft, des Nationalvereins, der Kirchenvertretung und des Domkonvents des Bremer Doms. Zunehmend wurde er zum nationalistischen Patrioten.

### Ehrungen
- Die Büste von Hertzberg vom Bildhauer Diedrich Kropp stand in der Aula des Alten Gymnasiums; sie steht heute in der Lehrerbibliothek.

## Veröffentlichungen
- Sein Hauptwerk ist die Ausgabe des Properz De S. Aurelii Propertii Amicitiis et Amoribus, Halle 1843–1845, 4 Bde.

Unter seinen Übersetzungen sind zu erwähnen:
- Properz’ Gedichte. Stuttgart 1838.
- Babrios’ Fabeln, übersetzt in deutschen Choliamben. Halle 1846.
- Ausgewählte Gedichte der römischen Elegiker. Stuttgart 1855.
- Aeneis bzw. Die Aeneide (= Die Gedichte des P. Virgilius Maro, im Versmass der Urschrift übersetzt, Bd. 2). Stuttgart, Metzler 1859 (Digitalisat bei Google Books)
- Vergils Gedichte. Stuttgart 1859.
- Ausgewählte Komödien des Plautus. Stuttgart 1861.
- Tennysons Gedichte. Dessau 1853.
- Chaucers Canterbury-Geschichten. Hildburghausen 1866. online bei Google Books
- The libell of englishe policye 1436 mit Übersetzung. Leipzig 1878, sein letztes Werk, zu dem Reinhold Pauli eine geschichtliche Einleitung schrieb.
- Fabeln, Übersetzt In deutschen Choliamben